# Юра (приток Кии)
Юра — река в Кемеровской области России, правый приток Кии. Впадает в Кию справа в 276 км от устья. Длина реки составляет 50 км. 

## Притоки
- 33 км: Северная Юра (пр)

## Данные водного реестра
По данным государственного водного реестра России относится к Верхнеобскому бассейновому округу, водохозяйственный участок реки — Чулым от города Ачинск до водомерного поста села Зырянское, речной подбассейн реки — Чулым. Речной бассейн реки — (Верхняя) Обь до впадения Иртыша.
Код водного объекта — 13010400212115200018682.